# Bonaventure Airport
Bonaventure Airport är en flygplats i Kanada.   Den ligger i regionen Gaspésie–Îles-de-la-Madeleine och provinsen Québec, i den östra delen av landet, 800 km öster om huvudstaden Ottawa. Bonaventure Airport ligger 32 meter över havet.
Terrängen runt Bonaventure Airport är platt. Havet är nära Bonaventure Airport åt sydväst. Runt Bonaventure Airport är det ganska glesbefolkat, med 25 invånare per kvadratkilometer.. Närmaste större samhälle är Bonaventure, 3,7 km sydväst om Bonaventure Airport.
Omgivningarna runt Bonaventure Airport är en mosaik av jordbruksmark och naturlig växtlighet.